# Cage (Lied)
Cage (englisch für „Käfig“) ist ein Lied des britischen Musikers Billy Idol, das am 17. August 2022 veröffentlicht wurde.

## Hintergrund
Cage ist die erste Single, die aus der EP The Cage ausgekoppelt wurde. Das Lied erschien am 17. August 2022 rund ein Monat vor der fast gleichnamigen EP. Es wurde über Online-Musikdienste verfügbar gemacht. Der Song wurde von Billy Idol, Steve Stevens, Joe Janiak und Tommy English geschrieben. Produziert wurde er von English und Zakk Cervini.
Der Text des Songs wurde von COVID-19-Pandemie im Vereinigten Königreich inspiriert. er handelt davon, aus dem Lockdown, sinnbildlich verdeutlicht durch das Bild eines Käfigs, herauszukommen und das wieder tun zu können, was man liebt. Musikalisch handelt es sich um einen typischen nach vorne treibenden Punkrock-Song von Billy Idol.

## Musikvideo
Gleichzeitig mit der Single erschien ein von Regisseur Steven Sebring gedrehtes Musikvideo. Es zeigt Billy Idol zunächst in einer Zwangsjacke und später in einem Käfig, aus dem er im Verlaufe des Videos ausbricht. Auf einem Podest spielt Steve Stevens Gitarre und um beide herum tanzen acht weibliche Tänzerinnen.